# McDougall's Gulch
McDougall's Gulch is een verlaten plaats in de Canadese provincie Newfoundland en Labrador. De plaats lag aan de zuidwestkust van het eiland Newfoundland en werd halverwege de 20e eeuw hervestigd.

## Toponymie
De plaats stond ook onder verschillende andere schrijfwijzen bekend, waaronder McDougal's Gulch, MacDougall's Gulch, McDougalls Gulch en McDougall Gulch.

## Geschiedenis
McDougall's Gulch lag aan de Newfoundland Railway, de trans-Newfoundlandse spoorweg die Port aux Basques met St. John's verbond.
In 1921 waren er te McDougall's Gulch twee huishoudens gevestigd die in totaal zes inwoners telden. In 1935 woonden er zeventien mensen, verspreid over vijf huishoudens. In 1936 woonden er reeds zeven huishoudens, waarvan er vijf leefden van de landbouw en twee van de houtkap.
In 1945 woonden er maar drie huishoudens meer die in totaal goed waren voor veertien inwoners.
In de jaren 1960 was het een van de vele Newfoundlandse plaatsen die definitief ontvolkt werd in het kader van het provinciale hervestigingsbeleid.

## Geografie
De locatie van McDougall's Gulch ligt in de Codroyvallei in de zeer winderige streek Wreckhouse. De plaats lag zo'n 5 km ten zuiden van St. Andrew's en zo'n 10 km ten noorden van het dorp Cape Ray.
De brug van de Trans-Canada Highway over Trainvain Brook, een riviertje dat ook wel bekendstaat als MacDougall's Brook, staat officieel bekend als de McDougall's Gulch Bridge. De naam McDougall's Gulch wordt in de 21e eeuw nog steeds gebruikt als toponiem voor de omgeving van die brug en de moderne bebouwing in de nabijheid ervan. Die moderne bebouwing bestaat voornamelijk uit enkele tweede verblijven.
De locatie is gelegen aan de Newfoundland T'Railway, een langeafstandpad dat het oude spoorwegtraject volgt.